# Stiefelsbach und Zuflüsse
Koordinaten: 50° 36′ 2″ N, 6° 55′ 2″ O

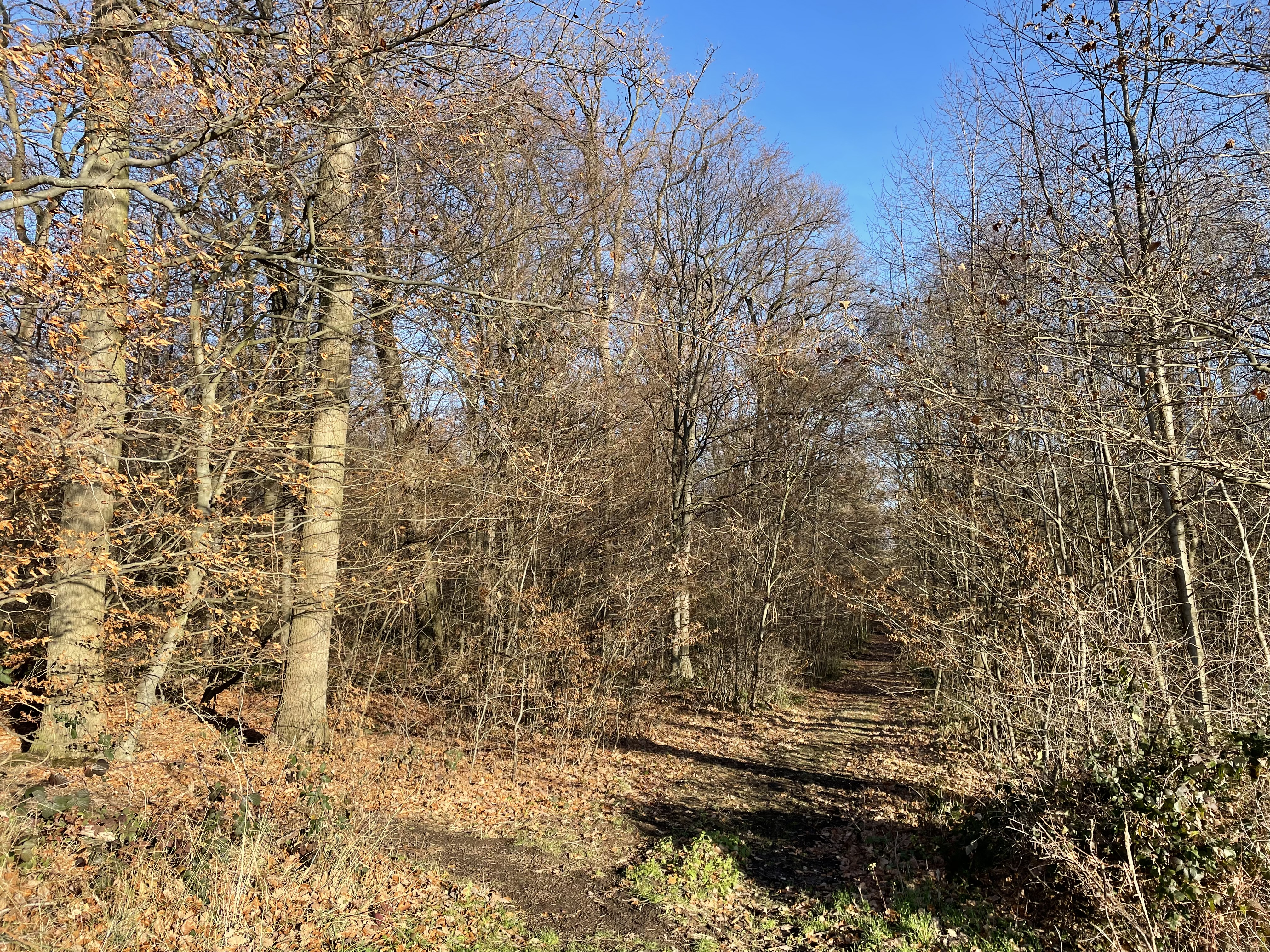
Stiefelsbach und Zuflüsse

Das Naturschutzgebiet Stiefelsbach und Zuflüsse liegt auf der Gemarkung der Stadt Rheinbach im Rhein-Sieg-Kreis in Nordrhein-Westfalen.

## Lage
Das unter Schutz gestellte Gebiet erstreckt sich südwestlich der Kernstadt Rheinbachs und verläuft unter anderem entlang des namensgebenden Stiefelsbachs, der vom Wohnplatz Krahforst über die weiteren Wohnplatz Groß-Schlebach und Klein-Schlebach in den Rheinbacher Wald führt. Weitere Flächen liegen östlich der Ortschaft Neukirchen. Es besteht aus den folgenden sechs Teilflächen:
- Schlebachtal: Es handelt sich um ein besiedeltes Wiesental mit einer kleinräumig strukturierten Kulturlandschaft, das entlang des Schlebacher Bachs entstanden ist. An dessen Oberlauf besteht er zunächst aus einem kleinen Rinnsal, an dessen Flanken Restbestände an Eichen und Hainbuchen gedeihen. Die Hänge des Tals werden überwiegend intensiv beweidet. Gelegentlich sind Streuobstwiesen zu finden, dessen Obstbäume jedoch meist nicht mehr gepflegt werden. Im weiteren Verlauf wurde der Bach begradigt. An seinem Ufer wechseln sich kleinflächige Röhrichte mit Nasswiesen und Hochstaudenfluren ab; an den steilen Hängen gibt es Magerweiden, die ebenfalls intensiv beweidet werden. Auf den Kuppen finden sich teilweise Fettweiden, auf denen ein alter Obstbaumbestand zu finden ist. Daran schließt sich ein intensiv beweidetes Muldental an, das bis an den Rheinbacher Wald angrenzt.
- Zingsbachtal und Eichen-Niederwälder südlich Neukirchen: Dieses Tal erstreckt sich entlang des Zingsbachs und weist steile Böschungen sowie intensiv genutzte Weiden mit kleinflächigen Nassweiden auf. Einige Abschnitte der Uferhochstaufenfluren werden nur extensiv beweidet. Im weiteren Verlauf finden sich schmale Erlensäume, die in Eichen-, Hainbuchen-, und Birken-Eichen-Niederwälder übergehen. Vereinzelt sind Fichten anzutreffen. Das Bachufer des Zingsbachs wird als stark zertreten bezeichnet. Grund ist die intensive Haltung von Weidevieh.
- Erweiterungsflächen zum NSG Schnellkesbachtal: Hierbei handelt es sich um drei Teilflächen, die an das Naturschutzgebiet südlich von Merzbach angrenzen. Dort ist unter anderem an einem Talhang eine Obstweide mit wertvollem Baumbestand erhalten geblieben. Am Osthang des Tals stehen alte Fichten und Eichen, im Westen gedeihen Buchen-Eichenwälder.
- Eichen-Buchen-Altholzinsel an Schellgesbachquellenrinnen: Zwischen zwei steilen Kerbtälern der Schellgesbachquellbäche findet sich ein Eichen-Buchen-Bestand sowie ein älterer Buchenforst.
- Schnellkesbachtal: Der obere Bereich des Tals besteht aus steigen Hängen mit einigen Resten eines Buchen-Niederwalds und alten Buchen-Eichen-Hochwalds in weiteren Fichtenforsten. Das Bachbett ist weitgehend naturbelassen und verläuft in einer tiefen Sohle. Daran schließen sich mehrere extensiv bewirtschaftete Fischteiche an, an die wiederum Reste von Nasswiesen grenzen.
- NSG Schnellkesbachtal: Dieses Tal erstreckt sich in Nord-Süd-Richtung südlich von Merzbach und verläuft in seinem nördlichen Teil entlang des Waldrandes. Der Südteil befindet sich innerhalb ausgedehnter Waldbestände. Daran reihen sich weitere extensiv bewirtschaftete Fischteiche mit Weidengebüschen und Uferröhrichten an.

## Bedeutung
Das 32 ha große Gebiet wurde im Jahr 1998 unter der Schlüsselnummer SU-067 unter Naturschutz gestellt. Schutzziele sind unter anderem der Schutz und Erhalt von Bachauenbereichen als typisches Element des Gebietes, die Erhaltung und Extensivierung eines schmalen eingekerbten Grünlandtales in einer von großen Wälder- und Ackerschlägen geprägten Landschaft sowie der Schutz und Erhalt eines strukturreichen Bachtals, mit Eichenniederwäldern an den Talhängen. Außerdem soll ein reich strukturierten Bachtals im Übergangsbereich von bewaldeter zu landwirtschaftlich genutzter Landschaft erhalten und entwickelt werden. Das extensiv genutzte, feuchte Grünland soll wiederhergestellt, die bestehenden Obstbaumbestände erhalten bleiben. Außerdem wird angestrebt, den alten, naturnahen Laubholzbestand zu schützen und zu erhalten.

## Fauna und Flora
Im Naturschutzgebiet wurden über 100 verschiedene Pflanzenarten nachgewiesen, darunter zum Beispiel die Acker-Kratzdistel, der Blaurote Hartriegel, der Eingriffeliger Weißdorn, die Gewöhnliche Goldrute, das Moor-Labkraut, die Rapunzel-Glockenblume, das Savoyer Habichtskraut und das Sumpf-Weidenröschen. Hinzu kommen 30 Tierarten, darunter der Große Kohlweißling, der Mäusebussard, die Wacholderdrossel und die Erdkröte.